# ماما وبابا

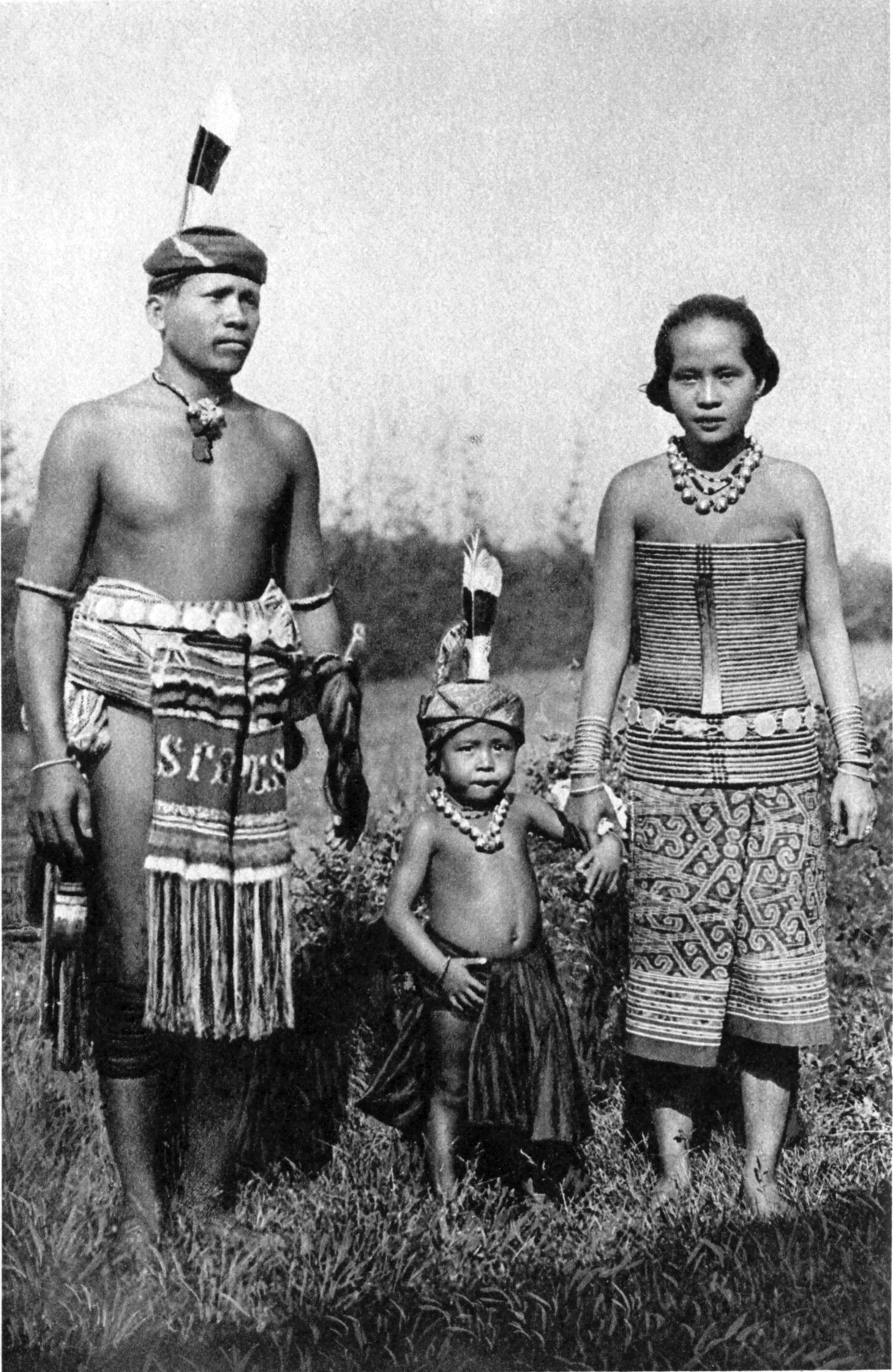

في علم اللغات، «ماما وبابا» هما اللفظان المتعارف عليهما لكلمتي «أم» و«أب» بلغات ولهجات مختلفة.
في المصطلحات الأساسية المستخدمة لتعريف صلة القرابة، «ماما - mama» و«بابا - papa» لفظان قد يستخدما للدلالة على أقارب آخرين بخلاف الأم والأب، ويعتمد هذا في اللغات المختلفة على طبيعة اكتساب اللغة.
هذه الكلمات هي أولى الأصوات التي يثرثر بها الأطفال، ويميل الآباء إلى ربط الأصوات الأولى للأطفال الرضّع بالخطوات الأولى التي يتبعونها لتعليم الطفل الكلام، إذ أنها دلالة على أنهم بدأوا يتعلمون الكلام. ينطبق هذا على معظم اللغات إذ تتشابه الألفاظ كثيراً، في اللغة الآرامية  أبا ، في ماندراين الصينية  بابا ، في اللغة الفارسية بابا، والفرنسية بابا  (جميعها تعني «الأب»)؛ أو نافاجو  AMA ، الصينية المندرينية  ماما ، لغة سواحلية  mama - ماما ، كتشوا  mama - ماما ، لغة بولندية  mama - ماما ، لغة رومانية  mama - ماما  والإنجليزية mama «ماما» (كلها لفظ «أم»).
تنتج هذه المصطلحات من الألفاظ الكلامية (شفاهياً كـ «م»، «ب»، "پ" والألف المفتوحة). لكن ثمة اختلافات في بعض اللغات، على سبيل المثال، في اللغة الفيجية، رديف كلمة «أم» هو «نانا» nana, وفي التركية والمنغولية فهي ana، وفي اللغة اليابانية القديمة، كانت كلمة «أم» هي papa. الكلمة اليابانية الحديثة لـ «أب» هي chichi، من اللفظ القديم titi. في اللغة اليابانية، لفظ الطفل الأولي لكلمة mama - ماما يُفسّر على أنه يعني «طعام».
في اللغات الهندية الأوروبية البدائية، *mā́tēr (إعادة بناء حديث: *méh₂tēr) تعني «أم» و*pǝtḗr (بناء حديث: *فاتر) وتعني «أب»، وآتّا تعني "papa"، وهي اللفظ الطفولي لكلمة «أب».

## أمثلة من اللغات الأوروبية
معاني كلمة «أم» باللغات المختلفة:
- اللهجات العربية mama - ماما
- اللغة البشكنشية ama - أما (ملاحظة: الباسك هي لغة معزولة، لا علاقة لها باللغات الهندو أوروبية)
- اللغة البلغارية мама (mama - ماما)
- اللغة الكتالانية mamà / mama - ماما
- اللغة الكرواتية mama - ماما
- اللغة الهولندية mama - ماما / mam
- اللغة الإنجليزية mama - ماما / momma / mam/mum/mom
- اللغة الإستونية ema
- اللغة الفاروية mamma - مامّا
- اللغة الفنلندية emä (ملاحظة: يتعبر استخدام كلمة "emä" قديماً بمعنى «أم الطفل». الكلمة الحديثة هي "äiti" المشتقة من القوطية "aiþei".)
- اللغة الفرنسية mama - مامان
- اللغة الألمانية mama - ماما
- اللغة اليونانية μαμά (mama - ماما)
- اللغة الآيسلندية mamma - مامّا
- اللغة الأيرلندية mama - ماماي
- اللغة الإيطالية mamma - مامّا
- اللغة الليتوانية mama - ماما
- اللغة اللومباردية mader - مادير
- اللغة النرويجية mamma - مامّا
- اللغة البولندية mama - ماما
- اللغة البرتغالية mãe / mamã / mamãe (في البرازيل فقط)
- اللغة الرومانية mama - ماما / mamă
- اللغة الروسية мама (mama - ماما)
- اللغة الصربية мама / mama - ماما
- اللغة الإسبانية mama - ماما / mamá
- اللغة السويدية mamma - مامّا
- السويسرية الألمانية mami - مامي
- اللغة الأوكرانية мама (mamа)
- اللغة الويلزية mam - مام
- في اللغة المجرية، وهي لغة أورالية لا علاقة لها اللغات الهندو أوروبية، apa تعني «أب» وanya تعني أم. وتميل إلى استخدام أصوات أحرف العلة كـ ‎[ɑ]‏ و‎[ɐ]‏. تنطبق هذه الكلمات على الاستخدام الرسمي، لكن تستخدم كل من كلمتي «ماما mama وبابا»papa في الحديث غير الرسمي. وفي الشؤون الأسرية، تستخدم لفظ آبو Apu كبديل لكلمة آبا apa وكلمة آنيو anyu كبديل لكلمة آنيا Anya.

في الروسية، الكلمات "بابا papa" و"ديدا deda" و"بابا baba" تعني «أب» و"جد" و"جدة على التوالي، على الرغم من أن الأخيرتين هما من ألفاظ الأطفال. وكلمة baba تستخدم للدلالة على المرأة التي ولدت حديثاً. في الأحاديث العامة، تستخدم كلمات "تاتا tata" و"تياتيا tyatya" للدلالة على الوالد.

## لغات آسيا الجنوبية
اللغات الدرافيدية، كـ اللغات التاميلية، واللغة الكنادية، واللغة الماليالامية، ولغة تولو جميعها تستخدم الكلمات amma وappa.
- على الرغم من أن كلمتي "amma" و"appa" تستخدمان في لغة التولو، إلا أنهما ليستا كلمتين تولويتين، بل تستخدمان فيها نظراً لتأثير اللغة الكنادية. أما الكلمات الفعلية للأم في اللغة التولوية فهي appe وتلفظ أصد: ‎[ape]‏ وكلمة أب هي amme وتلفظ أصد: ‎[amæ]‏. لاحظ أن استخدام هذه الكلمات يخالف مع النمط المتبع في لغات أخرى كاللغة الجورجية في نفس السياق).
- في اللغة التيلوغوية، تستخدم amma و naanna لأم وأب على التوالي.
- في الغة الماليالامية، تستخدم Amma للأم وAchan للأب.
- في اللغة التاميلية، الكلمتان التاميليتان الأصليتان Thaai و Thanthai تستخدمان لأم وأب؛ لكن من الشائع استخدام كلمتي Amma وAppa.
- في اللغة الكنادية تستخدم كلمة Thaai لأم، وThande لأب.
- في اللغة الهندية، يوجد الكلمة mātā ككلمة رسمية لأم، والصيغة المختصرة غير الرسمية هي ma وتعتبر أكثر شيوعاً. كما تستخدم الكلمات mamma وpappa المستوردتان.
- في اللغة الآسامية تستخدم الكلمات ma وaai كأم وdeuta و pitai كأب.
- في اللغة البنغالية تستخدم الكلمات maa ("মা") و baba ("বাবা") كأم وأب.
- في اللغة الكونكانية، تستخدم الكلمات amma أو aayi كأم وbaba أو aan كأب.
- في اللغة الأردوية تستخدم الكلمة maa/'mɑ̃ كلفظ رسمي لأم، وammi كلفظ غير رسمي، وأب تعني abbajan أباجان وabba غير رسمية.
- في اللغة السنهالية، كانت الكلمة الأصلية لأم هي mawa وأب piya. تستخدم كلمة amma وthaththaa بفعل تأثير اللغات الأخرى. في بعض مناطق سريلانكا، وتحديداً في أقليم الوسط، تستخدم السنهالية كلمة appachchi لأب.
- اللغة النيبالية aama.

## لغات شرق ووسط آسيا
- في اللغة اليابانية، تستخدم كلمتا 父 (تشي تشي) و 母 (هاها) لأب وأم على التوالي. وهما كلمتان أساسيتان لا ترتبطان بالمصطلحات اليابانية*بابا (باليابانية الحديثة‎/h/‏ مشتقة من الاحتكاك الشفاهي ‎[ɸ]‏) والمشتق بدوره من *P القديمة.) كما استعار اليابانيون كلمتي بابا وماما من الثقافات الأخرى.
- في اللغة الخميرية، يوجد كلمات مختلفة تشير إلى مستويات مختلفة من الاحترام. منها: mak/meak و pa، وmai/me والكلمات الرسمية madaay و ovpuk.
- اللغة الكورية، 엄마 (eomma) ‎[ʌmma]‏ و 아빠 (appa) تعنيان أم وأب وهما لفظان غير رسميان، وهما مشتقتان من الكلمات الرسمية، 아버지 (abeoji) و 어머니 (eomeoni) كأب وأم.
- لغة ماندراين الصينية، تستخدم كلمتا 父親 (fùqīn) و 母親 (mǔqīn) وتعنيان أب وأم على التوالي. ينادي الأولاد الأهل بفلظي 爸爸 (بابا) و 媽媽 (ماما). وقد تستخدم الاختصارات «با» و «ما» بصورة غير رسمية
- في اللغة الفيتنامية، mẹ تعني أم bố تعني أب. Má و ba أو cha في الفيتنامية الجنوبية.
- اللغة التبتية، تستخدم الكلمات amma بمعنى أم وappa وتعني أب.
- اللغة التايلندية،
- اللغة التاغالوغيةوهي إحدى اللغات الإسترونيزية، تنادى الأم بـ "ina" والأب "ama", كما أخذت الكلمتان nanay (أم) و tatay (أب) من ناواتل
- اللغة الأويغورية، وهي إحدى لغات آسيا الوسطى، تستخدم كلمة ana أو apa تعني أم، و ata تعني أب.